# Flugplatz Onotoa

i7
i11
i13
Der Flugplatz Onotoa (englisch Onotoa Airport, IATA-Code: OOT, ICAO-Code: NGON) liegt an der Nordspitze der Insel Tanyah des Onotoa-Atolls im pazifischen Archipel der Gilbertinseln.
Er wird von Air Kiribati zweimal wöchentlich über die Route Flughafen Bonriki – Flugplatz Tabiteuea Nord – Flugplatz Onotoa angeflogen.

## Fluggesellschaften
- Air Kiribati